# Тисно
Тисно (хорв. Tisno) — община и прибрежный населённый пункт в Хорватии, расположенный в Шибеникско-Книнской жупании.

## Этимология
Название общины происходит от хорватского икавского слова tisno, обозначающего пролив и таким образом описывающего его расположение в узком проливе, отделяющем остров Муртер от материка. Территория общины охватывает как несколько других деревень на острове, так и несколько близлежащих селений на материковой части.

## Население
По переписи 2011 года население общины Тисно составляет 3094 жителей, распределённых по следующим поселениям:
- Бетина[англ.] — 697 человек
- Дазлина[хорв.] — 45
- Дубрава-код-Тисна[хорв.] — 179
- Езера[хорв.] — 886
- Тисно — 1287

По состоянию на 2011 год 96,67 % населения составляют этнические хорваты.

## История
Тисно впервые упоминается в 1474 году во время войн с османами и венецианцами, когда многочисленные беженцы прибывали в Тисно, спасаясь от врагов.
В Тисно есть мемориал, посвященный нескольким сотням хорватских гражданских лиц, убитых и сброшенных в местную яму после Второй мировой войны югославскими коммунистическими властями. В переписи 1981 года община фигурирует как Тиесно (хорв. Tijesno).

## Достопримечательности

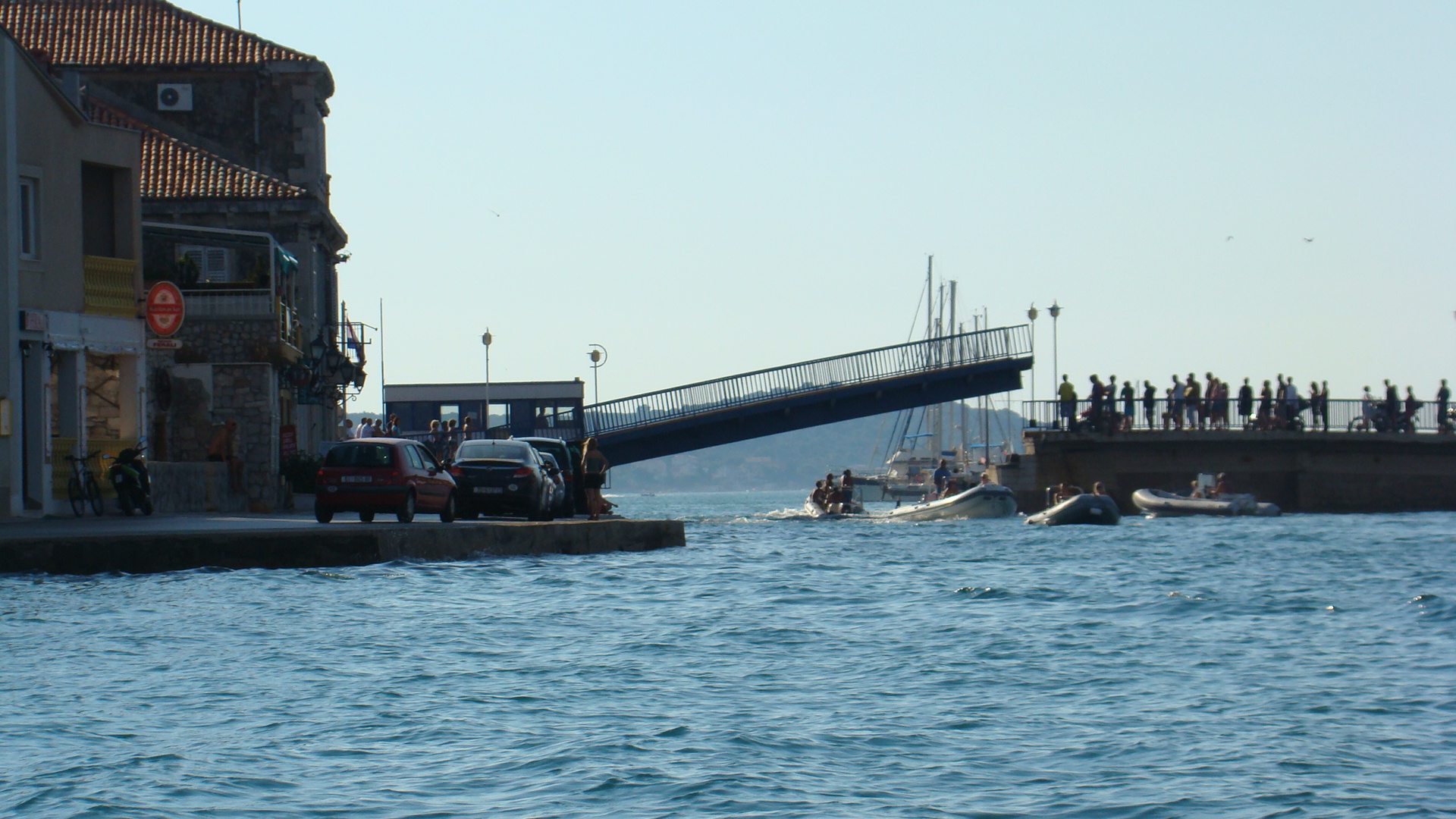
Разводной мост в Тисно

Множество исторических памятников свидетельствуют о заселении территории общины с древних времён. Остатки римской виллы в Ивине датируются I веком нашей эры. В 2012 году этот археологический объект был объявлен культурным достоянием Хорватии и получил статус охраняемого памятника культуры..
Приходская церковь Святого Духа, известная с 1548 года, была реконструирована в барочном стиле в 1640 году и расширена в 1840 году. Церковная башня была построена в 1684 году с помощью местных архитекторов. Церковь Пресвятой Богородицы Караваджо — это вотивная церковь итальянской семьи Джелпис, возведённая в начале XVIII века. Каждый год 26 мая множество паломников приезжают сюда со всего мира.

## Культура
В близлежащем к Тисно районе, известном как Сад, ежегодно проводится ряд фестивалей электронной музыки — таких как Love International, Electric Elephant, Stopmakingsense, Defected In The House Croatia, Soundwave и Dekmantel Selectors — с участием множества известных хаус- и техно-диджеев.

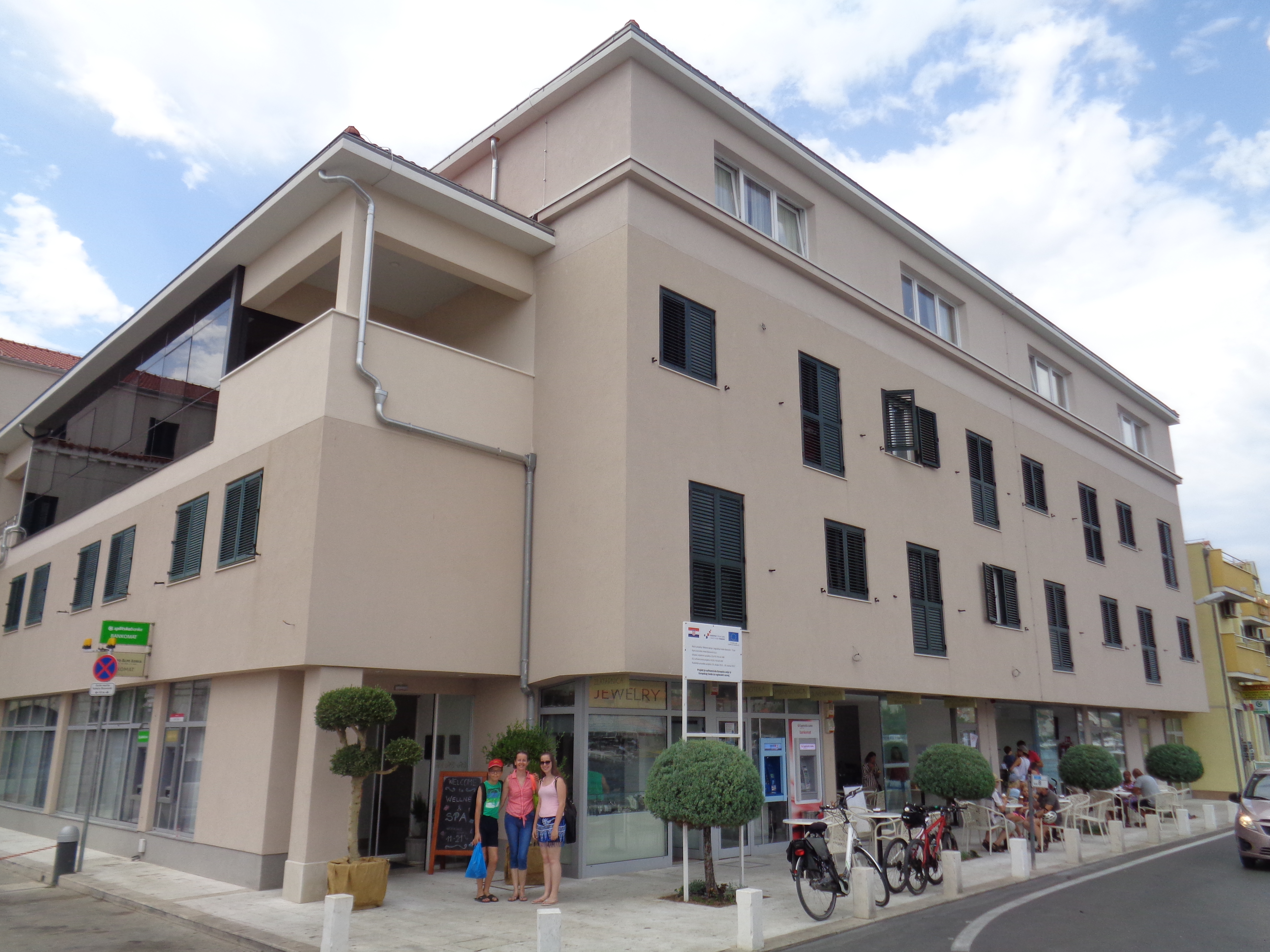
Отель «Borovik» в Тисно